# Васильев, Василий Фёдорович
Васи́лий Фёдорович Васи́льев (род. 1 января 1950) — советский и российский актёр и певец, стал известен по роли Яшки-цыгана в фильме «Неуловимые мстители».

## Биография
Василий Васильев родился и до шести лет жил в цыганском таборе в многодетной семье (14 детей). Его мать — Евдокия Николаевна Васильева (1923—1995). По словам актёра, троюродным братом ему приходится актёр Юрий Цурило.
Петь песни под гитару и скакать на лошади он научился ещё совсем маленьким. После указа об оседлой жизни цыган (1956) табор поселился в городе Вязники Владимирской области, где и прошли школьные годы Васильева. С 12 лет трудился на ткацкой фабрике. Учился всегда хорошо, в школе посещал кружок художественной самодеятельности, играл на трубе и вёл два музыкальных кружка. В 12 лет написал свою первую песню. Мальчик никогда не думал о профессии актёра, его тянуло к природе и технике, поэтому после школы он поступил в сельскохозяйственный техникум, но не учился в нём.

## Творческая биография
Ассистент режиссёра Эдмонда Кеосаяна Владимир Селезнёв предложил талантливому пареньку поехать в Москву на кинопробы фильма «Неуловимые мстители». Вася согласился, но на удачу не рассчитывал, ведь на роль Яшки-цыгана было 8000 претендентов. Однако вскоре его опять вызвали в Москву, теперь уже на съёмки фильма. Великолепный голос и слух, необыкновенная грация и пластичность, умение держаться в седле помогли юноше опередить всех конкурентов, желавших получить эту роль.
Съёмки были трудными. Приходилось работать целыми днями, а некоторые трюки выполнять самостоятельно, без дублёров. Например, нужно было совершить прыжок из седла мчащейся на полном скаку лошади на крышу несущейся кареты, а затем опять на спину лошади в упряжке, рискуя оказаться под колёсами.
Во время работы над фильмами активно занимался спортом — конным спортом, стрельбой, плаванием. По этим видам выполнил нормативы кандидата в мастера спорта.
Фильм имел огромный успех у зрителей (1966). В Советском Союзе в 1967 году картину посмотрели 54 миллиона человек. Фильм получил продолжение, были сняты ещё две части.
После «Неуловимых мстителей» молодому человеку стали поступать предложения от разных режиссёров, не только советских, но и западных, но он не принимал их. После Яшки-цыгана предлагаемые роли казались ему тусклыми и невыразительными.
Василий попробовал играть в театре, приняв приглашение театра «Ромэн», в котором проработал семь лет. Одновременно он окончил студию драматического актёра. Покинув «Ромэн», Василий ушёл в Ленконцерт, под покровительством которого за двадцать лет изъездил весь Советский Союз. Он исполнял под гитару цыганские романсы, бардовские песни и песни собственного сочинения.
С 1990-х годов певец живёт и работает в Твери, где заведует цыганским культурным центром. Вступил во Всероссийский союз цыган.

## Личная жизнь
Женат. У Василия Васильева и его жены Марианны Мерцаловой две дочери — Есения и Кристина. Есть четыре внучки: Злата, Патрина (названа в честь прабабушки актёра), Мадлен, Ангелина и один внук — Тамирлан.
Первым браком был женат на певице Галине Храмовой, с которой его познакомил Владимир Пресняков-старший. Будучи ещё в первом браке, он познакомился с Марианной Мерцаловой. Галина после развода увлеклась алкоголем и по инициативе Василия Васильева была направлена на принудительное лечение в больницу, дочь Кнея росла у бабушки — матери Василия Васильева Евдокии Николаевны в Вязниках Владимирской области. В годы перестройки Галина с их общей дочерью Кнеей уехала в США. Кнея, первая законорожденная дочь Василия Васильева, замужем за португальцем, у них свой ресторан.

## Фильмография
- 1966 — Неуловимые мстители — Яков Цыганков («Яшка-цы́ган»)
- 1968 — Новые приключения неуловимых — Яков Цыганков («Яшка-цы́ган»)
- 1971 — Корона Российской империи, или Снова неуловимые — Яков Цыганков («Яшка-цы́ган»)